# Gouvernement Lykke
Mowinckel I Hornsrud
Le Gouvernement Lykke est un gouvernement norvégien mené par Ivar Lykke. Ce gouvernement est à la tête de la Norvège du 5 mars 1926 au 28 janvier 1928. 
Il s'agit, comme souvent à cette époque, d'un gouvernement minoritaire bien que de coalition entre les conservateurs et les libéraux. Des élections législatives ont lieu en octobre 1927; malgré une défaite cuisante et la perte de 23 députés, le gouvernement reste en place et ce, alors que le parti travailliste a remporté 59 sièges.

## Composition
| Ministère                                            | Nom                         | Parti | Dates                       |
| ---------------------------------------------------- | --------------------------- | ----- | --------------------------- |
| Premier Ministre et Ministre des Affaires étrangères | Ivar Lykke                  | H     | du 05.03.1926 au 28.01.1928 |
| Ministre des Finances                                | Fredrik Ludvig Konow        | FrV   | du 05.03.1926 au 28.01.1928 |
| Ministre de la Justice                               | Ingolf Elster Christensen   | H     | du 05.03.1926 au 26.07.1926 |
|                                                      | Knud Øyen                   | H     | du 26.07.1926 au 28.01.1928 |
| Ministre de l'Agriculture                            | Ole Bærøe                   | H     | du 05.03.1926 au 28.01.1928 |
| Ministre du culte et de l'Enseignement               | Wilhelm Christian Magelssen | H     | du 05.03.1926 au 25.12.1927 |
|                                                      | Ole Bærøe                   | H     | du 25.12.1927 au 28.01.1928 |
| Ministre de la Défense                               | Karl Wilhelm Wefring        | FrV   | du 05.03.1926 au 26.07.1926 |
|                                                      | Ingolf Elster Christensen   | H     | du 26.07.1926 au 28.01.1928 |
| Ministre des Affaires sociales                       | Peter Andreas Morell        | H     | du 05.03.1926 au 28.01.1928 |
| Ministre du Commerce                                 | Charles Robertson           | H     | du 05.03.1926 au 28.01.1928 |
| Ministre du Travail                                  | Anders Venger               | H     | du 05.03.1926 au 26.07.1926 |
|                                                      | Worm Hirsch Darre-Jenssen   | H     | du 26.07.1926 au 28.01.1928 |